# Молодіжний чемпіонат світу з футболу 1979
Молодіжний чемпіонат світу з футболу 1979 року (англ. 1979 FIFA World Youth Championship) — 2-ий розіграш молодіжного чемпіонату світу, що проходив з 25 серпня по 7 вересня 1979 року в Японії. Перемогу здобула збірна Аргентини, яка перемогла у фіналі з рахунком 3:1 СРСР і таким чином здобула перший трофей у своїй історії. Найкращим гравцем турніру став аргентинець Дієго Марадона, а найкращим бомбардиром із 8 голами став інший аргентинець Рамон Діас.
Турнір проходив на чотирьох стадіонах у чотирьох містах: Кобе, Омія, Токіо і Йокогама.

## Кваліфікація
Японія автоматично отримала місце у фінальному турнірі на правах господаря. Решта 15 учасників визначилися за підсумками 5-ти молодіжних турнірів, що проводились кожною Конфедерацією, яка входить до ФІФА.
| Конфедерація | Турнір                                          | Збірні                                               |
| ------------ | ----------------------------------------------- | ---------------------------------------------------- |
| АФК          | Господар                                        | Японія1                                              |
| АФК          | Молодіжний чемпіонат Азії 1978                  | Індонезія1 Південна Корея1                           |
| КАФ          | Молодіжний чемпіонат Африки 1979                | Алжир1 Гвінея1                                       |
| КОНКАКАФ     | Молодіжний чемпіонат КОНКАКАФ 1978              | Канада1 Мексика                                      |
| КОНМЕБОЛ     | Молодіжний чемпіонат Південної Америки 1979     | Аргентина1 Парагвай Уругвай                          |
| УЄФА         | Юнацький чемпіонат Європи з футболу (U-18) 1978 | Угорщина Польща1 Португалія1 СРСР Іспанія Югославія1 |

1.↑  Дебютант молодіжних чемпіонатів світу.

## Стадіони
| Токіо                | Токіо Омія Кобе Йокогама | Омія              |
| -------------------- | ------------------------ | ----------------- |
| Національний стадіон | Токіо Омія Кобе Йокогама | Омія              |
|                      | Токіо Омія Кобе Йокогама |                   |
| Місткість: 48,000    | Токіо Омія Кобе Йокогама | Місткість: 15,500 |
| Кобе                 | Токіо Омія Кобе Йокогама | Йокогама          |
| Центральний стадіон  | Токіо Омія Кобе Йокогама | Міцудзава         |
|                      | Токіо Омія Кобе Йокогама |                   |
| Місткість: 13,000    | Токіо Омія Кобе Йокогама | Місткість: 15,000 |

## Склади
Команди мали подати заявку з 18 гравців (двоє з яких — воротарі).

## Груповий етап
Переможці груп і команди, що зайняли другі місця, проходять в 1/4 фіналу.
| Умовні колірні позначення | Умовні колірні позначення             |
| ------------------------- | ------------------------------------- |
|                           | Команди, що проходять до чвертьфіналу |

### Група A
| Поз | Команда    | І | В | Н | П | ГЗ | ГП | РГ | О | Кваліфікація           |
| --- | ---------- | - | - | - | - | -- | -- | -- | - | ---------------------- |
| 1   | Іспанія    | 3 | 2 | 0 | 1 | 3  | 2  | +1 | 4 | Вийшли до чвертьфіналу |
| 2   | Алжир      | 3 | 1 | 2 | 0 | 2  | 1  | +1 | 4 | Вийшли до чвертьфіналу |
| 3   | Мексика    | 3 | 0 | 2 | 1 | 3  | 4  | −1 | 2 |                        |
| 4   | Японія (H) | 3 | 0 | 2 | 1 | 1  | 2  | −1 | 2 |                        |

| 25 серпня 1979 16:20 JST (UTC+9) |

| Мексика      | 1–1      | Алжир   |
| ------------ | -------- | ------- |
| Ернандес 24' | Протокол | Яхі 67' |

| Національний стадіон, Токіо Глядачів: 30,000 Арбітр: Анатолій Мільченко (СРСР) |

| 25 серпня 1979 19:00 JST (UTC+9) |

| Японія | 0–1      | Іспанія     |
| ------ | -------- | ----------- |
|        | Протокол | Суньїга 51' |

| Національний стадіон, Токіо Глядачів: 30,000 Арбітр: Маріян Рауш (СФРЮ) |

| 27 серпня 1979 16:20 JST (UTC+9) |

| Іспанія             | 2–1      | Мексика  |
| ------------------- | -------- | -------- |
| Хоакін 8' Гаїль 74' | Протокол | Діас 56' |

| Національний стадіон, Токіо Глядачів: 28,000 Арбітр: Жозе Роберто Райт (Бразилія) |

| 27 серпня 1979 19:05 JST (UTC+9) |

| Алжир | 0–0      | Японія |
| ----- | -------- | ------ |
|       | Протокол |        |

| Національний стадіон, Токіо Глядачів: 32,000 Арбітр: Ектор Ортіс (Парагвай) |

| 29 серпня 1979 16:20 JST (UTC+9) |

| Іспанія | 0–1      | Алжир           |
| ------- | -------- | --------------- |
|         | Протокол | Бенджабалла 15' |

| Національний стадіон, Токіо Глядачів: 20,000 Арбітр: Косасіх Картадіредія (Індонезія) |

| 29 серпня 1979 19:00 JST (UTC+9) |

| Японія        | 1–1      | Мексика    |
| ------------- | -------- | ---------- |
| Мідзунума 58' | Протокол | Ромеро 69' |

| Національний стадіон, Токіо Глядачів: 38,000 Арбітр: Ласло Падар (Угорщина) |

### Група B
| Збірна    | О | І | В | Н | П | ГЗ | ГП | РГ  | Кваліфікація           |
| --------- | - | - | - | - | - | -- | -- | --- | ---------------------- |
| Аргентина | 6 | 3 | 3 | 0 | 0 | 10 | 1  | +9  | Вийшли до чвертьфіналу |
| Польща    | 4 | 3 | 2 | 0 | 1 | 9  | 4  | +5  | Вийшли до чвертьфіналу |
| Югославія | 2 | 3 | 1 | 0 | 2 | 5  | 3  | +2  |                        |
| Індонезія | 0 | 3 | 0 | 0 | 3 | 0  | 16 | –16 |                        |

| 26 серпня 1979 16:20 JST (UTC+9) |

| Польща                     | 2–0      | Югославія |
| -------------------------- | -------- | --------- |
| Палаш 49' Франковський 76' | Протокол |           |

| «Омія», Омія Глядачів: 14,000 Арбітр: Аугусто Ламо Кастільйо (Іспанія) |

| 26 серпня 1979 19:00 JST (UTC+9) |

| Аргентина                            | 5–0      | Індонезія |
| ------------------------------------ | -------- | --------- |
| Діас 10', 23', 25' Марадона 19', 39' | Протокол |           |

| «Омія», Омія Глядачів: 15,500 Арбітр: Роландо Фуско (Канада) |

| 28 серпня 1979 16:20 JST (UTC+9) |

| Югославія | 0–1      | Аргентина    |
| --------- | -------- | ------------ |
|           | Протокол | Ескудеро 55' |

| «Омія», Омія Глядачів: 9,500 Арбітр: Андре Дайна (Швейцарія) |

| 28 серпня 1979 19:00 JST (UTC+9) |

| Індонезія | 0–6      | Польща                                          |
| --------- | -------- | ----------------------------------------------- |
|           | Протокол | Палаш 11', 37' Янєц 12' Баран 22', 31' Буда 73' |

| «Омія», Омія Глядачів: 9,000 Арбітр: Кадзуо Ясудо (Японія) |

| 30 серпня 1979 16:20 JST (UTC+9) |

| Польща    | 1–4      | Аргентина                                |
| --------- | -------- | ---------------------------------------- |
| Палаш 27' | Протокол | Марадона 7' Кальдерон 23', 70' Сімон 35' |

| «Омія», Омія Глядачів: 12,500 Арбітр: Марсель Ван Лангенхов (Бельгія) |

| 30 серпня 1979 19:00 JST (UTC+9) |

| Югославія                                        | 5–0      | Індонезія |
| ------------------------------------------------ | -------- | --------- |
| Смаїч 5', 77' Милосавлевич 19', 63' Млинарич 73' | Протокол |           |

| «Омія», Омія Глядачів: 7,500 Арбітр: Асамі Тосіо (Японія) |

### Група C
| Збірна         | О | І | В | Н | П | ГЗ | ГП | РГ | Кваліфікація           |
| -------------- | - | - | - | - | - | -- | -- | -- | ---------------------- |
| Парагвай       | 4 | 3 | 2 | 0 | 1 | 6  | 1  | +5 | Вийшли до чвертьфіналу |
| Португалія     | 3 | 3 | 1 | 1 | 1 | 2  | 3  | –1 | Вийшли до чвертьфіналу |
| Південна Корея | 3 | 3 | 1 | 1 | 1 | 1  | 3  | –2 |                        |
| Канада         | 2 | 3 | 1 | 0 | 2 | 3  | 5  | –2 |                        |

| 25 серпня 1979 16:20 JST (UTC+9) |

| Канада                  | 3–1      | Португалія |
| ----------------------- | -------- | ---------- |
| Шегота 7', 66' Надь 79' | Протокол | Грілу 46'  |

| Центральний стадіон, Кобе Глядачів: 10,000 Арбітр: Хуан Даніель Кардельїно (Уругвай) |

| 25 серпня 1979 19:00 JST (UTC+9) |

| Парагвай                    | 3–0      | Південна Корея |
| --------------------------- | -------- | -------------- |
| Ромеро 5' Кабаньяс 70', 74' | Протокол |                |

| Центральний стадіон, Кобе Глядачів: 13,000 Арбітр: Мохамед Хансаль (Алжир) |

| 27 серпня 1979 16:20 JST (UTC+9) |

| Португалія   | 1–0      | Парагвай |
| ------------ | -------- | -------- |
| Феррейра 23' | Протокол |          |

| Центральний стадіон, Кобе Глядачів: 5,000 Арбітр: Алойзи Яргуз (Польща) |

| 27 серпня 1979 19:00 JST (UTC+9) |

| Південна Корея | 1–0      | Канада |
| -------------- | -------- | ------ |
| Лі Тхе Хо 63'  | Протокол |        |

| Центральний стадіон, Кобе Глядачів: 5,000 Арбітр: Джордж Джозеф (Малайзія) |

| 29 серпня 1979 16:20 JST (UTC+9) |

| Канада | 0–3      | Парагвай                  |
| ------ | -------- | ------------------------- |
|        | Протокол | Ромеро 37', 58' Ісасі 40' |

| Центральний стадіон, Кобе Глядачів: 7,500 Арбітр: Морісабуро Курамоті (Японія) |

| 29 серпня 1979 19:00 JST (UTC+9) |

| Португалія | 0–0      | Південна Корея |
| ---------- | -------- | -------------- |
|            | Протокол |                |

| Центральний стадіон, Кобе Глядачів: 7,500 Арбітр: Маріо Рубіо Васкес (Мексика) |

### Група D
| Збірна   | О | І | В | Н | П | ГЗ | ГП | РГ  | Кваліфікація           |
| -------- | - | - | - | - | - | -- | -- | --- | ---------------------- |
| Уругвай  | 6 | 3 | 3 | 0 | 0 | 8  | 0  | +8  | Вийшли до чвертьфіналу |
| СРСР     | 4 | 3 | 2 | 0 | 1 | 8  | 2  | +6  | Вийшли до чвертьфіналу |
| Угорщина | 2 | 3 | 1 | 0 | 2 | 3  | 7  | –4  |                        |
| Гвінея   | 0 | 3 | 0 | 0 | 3 | 0  | 10 | –10 |                        |

| 26 серпня 1979 16:20 |

| СРСР                                                   | 5–1      | Угорщина  |
| ------------------------------------------------------ | -------- | --------- |
| Пономарьов 24' Стукашов 41' Заваров 57' Таран 71', 78' | Протокол | Кардош 9' |

| «Міцудзава», Йокогама Глядачів: 7,000 Арбітр: Артуро Ітурральде (Аргентина) |

| 26 серпня 1979 19:00 |

| Уругвай                                       | 5–0      | Гвінея |
| --------------------------------------------- | -------- | ------ |
| Моліна 7' Ревелес 22', 74' Пас 53' Варгас 76' | Протокол |        |

| «Міцудзава», Йокогама Глядачів: 8,000 Арбітр: Мелвін Д'Соуза (Індія) |

| 28 серпня 1979 16:20 |

| Угорщина | 0–2      | Уругвай            |
| -------- | -------- | ------------------ |
|          | Протокол | Варгас 23' Пас 35' |

| «Міцудзава», Йокогама Глядачів: 4,000 Арбітр: Марсель Ван Лангенхо (Бельгія) |

| 28 серпня 1979 19:00 |

| Гвінея | 0–3      | СРСР                                       |
| ------ | -------- | ------------------------------------------ |
|        | Протокол | Олефіренко 6' Михалевський 59' Раденко 80' |

| «Міцудзава», Йокогама Глядачів: 4,000 Арбітр: Сук Хан Кю (Південна Корея) |

| 30 серпня 1979 16:20 |

| СРСР | 0–1      | Уругвай      |
| ---- | -------- | ------------ |
|      | Протокол | Мартінес 66' |

| «Міцудзава», Йокогама Глядачів: 5,000 Арбітр: Сезар Коррея Діаш да Луш (Португалія) |

| 30 серпня 1979 19:00 |

| Угорщина                   | 2–0      | Гвінея |
| -------------------------- | -------- | ------ |
| Шегешвар 17' Керепецкі 80' | Протокол |        |

| «Міцудзава», Йокогама Глядачів: 5,000 Арбітр: Томсон Чан (Гонконг) |

## Плей-оф
|  | Чвертьфінали         | Чвертьфінали     |                   |        | Півфінали    | Півфінали   |  |  | Фінал             | Фінал |
|  |                      |                  |                   |        |              |             |  |  |                   |       |
|  | 2 вересня — Токіо    |                  |                   |        |              |             |  |  |                   |       |
|  |                      |                  |                   |        |              |             |  |  |                   |       |
|  | Аргентина            | 5                |                   |        |              |             |  |  |                   |       |
|  | Аргентина            | 5                | 4 вересня — Токіо |        |              |             |  |  |                   |       |
|  | Алжир                | 0                |                   |        |              |             |  |  |                   |       |
|  | Алжир                | 0                | Аргентина         | 2      |              |             |  |  |                   |       |
|  | 2 вересня — Йокогама |                  | Аргентина         | 2      |              |             |  |  |                   |       |
|  |                      | Уругвай          | 0                 |        |              |             |  |  |                   |       |
|  | Уругвай дч           | Уругвай          | 0                 | 1      |              |             |  |  |                   |       |
|  | Уругвай дч           |                  | 7 вересня — Токіо | 1      |              |             |  |  |                   |       |
|  | Португалія           | 0                |                   |        |              |             |  |  |                   |       |
|  | Португалія           | 0                | Аргентина         | 3      |              |             |  |  |                   |       |
|  | 2 вересня — Омія     |                  | Аргентина         | 3      |              |             |  |  |                   |       |
|  |                      | СРСР             | 1                 |        |              |             |  |  |                   |       |
|  | Іспанія              | СРСР             | 1                 | 0 (3)  |              |             |  |  |                   |       |
|  | Іспанія              | 4 вересня — Кобе |                   | 0 (3)  |              |             |  |  |                   |       |
|  | Польща пен.          | 0 (4)            |                   |        |              |             |  |  |                   |       |
|  | Польща пен.          | 0 (4)            | Польща            | 0      | Третє місце  | Третє місце |  |  |                   |       |
|  | 2 вересня — Кобе     |                  | Польща            | 0      | Третє місце  | Третє місце |  |  |                   |       |
|  |                      | СРСР             | 1                 |        |              |             |  |  |                   |       |
|  | Парагвай             | СРСР             | 1                 | 2 (5)  | Уругвай пен. | 1 (5)       |  |  |                   |       |
|  | Парагвай             |                  |                   | 2 (5)  | Уругвай пен. | 1 (5)       |  |  |                   |       |
|  | СРСР пен.            | 2 (6)            |                   | Польща | 1 (3)        |             |  |  |                   |       |
|  | СРСР пен.            | 2 (6)            |                   |        | 1 (3)        |             |  |  |                   |       |
|  |                      |                  |                   |        |              |             |  |  | 6 вересня — Токіо |       |
|  |                      |                  |                   |        |              |             |  |  |                   |       |

### Чвертьфінали
| 2 вересня 1979 19:00 |

| Іспанія                                       | 0–0      | Польща                                             |
| --------------------------------------------- | -------- | -------------------------------------------------- |
|                                               | Протокол |                                                    |
|                                               | Пенальті |                                                    |
| Пічардо · Гаїль · Маноло · Суньїга · Тендільо | 3–4      | Хойнацький · Бунцоль · Ярош · Палаш · Скробовський |

| «Омія», Омія Глядачів: 10,000 Арбітр: Жозе Роберто Райт (Бразилія) |

| 2 вересня 1979 19:00 |

| Аргентина                                     | 5–0      | Алжир |
| --------------------------------------------- | -------- | ----- |
| Марадона 25' Кальдерон 34' Діас 39', 51', 66' | Протокол |       |

| Національний стадіон, Токіо Глядачів: 20,000 Арбітр: Джордж Джозеф (Малайзія) |

| 2 вересня 1979 19:00 |

| Парагвай                                                                       | 2–2      | СРСР |
| ------------------------------------------------------------------------------ | -------- | --- |
| Ромеро 7' Ачукарро 22'                                                         | Протокол | Думанський 3' Пономарьов 70'                                                                              |
|                                                                                | Пенальті | |
| Міньйо · Валінотті · Ромеро · Хіменес · Вера · Ольмедо · Мора · Гарсія · Ісасі | 5–6      | Пономарьов · Полукаров · Овчинников · Стукашов · Гуринович · Михалевський · Хачатрян · Думанський · Чанов |

| Центральний стадіон, Кобе Глядачів: 8,500 Арбітр: Андре Дайна (Швейцарія) |

| 2 вересня 1979 19:00 |

| Уругвай   | 1–0 (д.ч.) | Португалія |
| --------- | ---------- | ---------- |
| Пас 90+4' | Протокол   |            |

| «Міцудзава», Йокогама Глядачів: 4,000 Арбітр: Марсель Ван Лангенхов (Бельгія) |

### Півфінали
| 4 вересня 1979 19:00 |

| Аргентина             | 2–0      | Уругвай |
| --------------------- | -------- | ------- |
| Діас 52' Марадона 74' | Протокол |         |

| Національний стадіон, Токіо Глядачів: 20,000 Арбітр: Аугусто Ламо Кастільйо (Іспанія) |

| 4 вересня 1979 19:00 |

| Польща | 0–1      | СРСР           |
| ------ | -------- | -------------- |
|        | Протокол | Пономарьов 50' |

| Центральний стадіон, Кобе Глядачів: 5,000 Арбітр: Марсель Ван Лангенхов (Бельгія) |

### Матч за третє місце
| 6 вересня 1979 19:00 |

| Уругвай | 1–1      | Польща    |
| ------- | -------- | --------- |
| Пас 9'  | Протокол | Палаш 26' |
|         | Пенальті |           |
|         | 5–3      |           |

| Національний стадіон, Токіо Глядачів: 8,000 Арбітр: Томсон Чан (Гонконг) |

### Фінал
| 7 вересня 1979 19:00 JST (UTC+9) |

| Аргентина                       | 3–1      | СРСР           |
| ------------------------------- | -------- | -------------- |
| Алвес 68' Діас 71' Марадона 76' | Протокол | Пономарьов 52' |

| Національний стадіон, Токіо Глядачів: 52,000 Арбітр: Жозе Роберто Райт (Бразилія) |

| Аргентина | СРСР |

| GK            | 1  | Серхіо Гарсія      |  |                  |
| DF            | 4  | Абелардо Карабеллі |  |                  |
| DF            | 2  | Хуан Сімон         |  |                  |
| DF            | 6  | Рубен Россі        |  |                  |
| DF            | 3  | Уго Алвес          |  |                  |
| MF            | 8  | Хуан Барбас        |  |                  |
| MF            | 13 | Освальдо Рінальді  |  | Замінений        |
| MF            | 10 | Дієго Марадона     |  |                  |
| FW            | 7  | Освальдо Ескудеро  |  |                  |
| FW            | 9  | Рамон Діас         |  |                  |
| FW            | 11 | Габрієль Кальдерон |  |                  |
| Заміни:       |    |                    |  |                  |
| MF            | 17 | Хуан Меса          |  | Вийшов на заміну |
| GK            | 12 | Рафаель Серія      |  |                  |
| DF            | 13 | Хорхе Піаджо       |  |                  |
| MF            | 5  | Даніель Сперандіо  |  |                  |
| DF            | 15 | Марсело Бачіно     |  |                  |
| FW            | 16 | Альфредо Торрес    |  |                  |
| FW            | 18 | Хосе Ланао         |  |                  |
| Тренер:       |    |                    |  |                  |
| Сесар Менотті |    |                    |  |                  |

| GK              | 1  | Віктор Чанов           |  |                  |
| DF              | 14 | Сергій Овчинников      |  |                  |
| DF              | 2  | Віктор Янушевський     |  | Замінений        |
| DF              | 4  | Ашот Хачатрян          |  |                  |
| DF              | 5  | Олександр Полукаров    |  |                  |
| MF              | 15 | Анатолій Раденко       |  |                  |
| MF              | 6  | Ярослав Думанський     |  | Замінений        |
| MF              | 8  | Ігор Пономарьов        |  |                  |
| FW              | 13 | Сергій Стукашов        |  |                  |
| FW              | 10 | Олег Таран             |  |                  |
| FW              | 11 | Ігор Гуринович         |  |                  |
| Заміни:         |    |                        |  |                  |
| GK              | 18 | Сергій Краковський     |  |                  |
| DF              | 3  | Олександр Головня      |  |                  |
| DF              | 12 | Геннадій Салов         |  |                  |
| MF              | 7  | Михайло Олефіренко     |  | Вийшов на заміну |
| MF              | 16 | Володимир Михалевський |  | Вийшов на заміну |
| MF              | 17 | Олександр Заваров      |  |                  |
| FW              | 9  | Валерій Зубенко        |  |                  |
| Тренер:         |    |                        |  |                  |
| Сергій Коршунов |    |                        |  |                  |

## Чемпіон
| Чемпіони світу U-20 1979 Аргентина (1-ий титул) |

## Нагороди
По завершенні турніру були оголошені такі нагороди:
| Золотий бутс | Золотий м'яч   | Нагорода Fair Play |
| ------------ | -------------- | ------------------ |
| Рамон Діас   | Дієго Марадона | Польща             |

## Бомбардири
Загалом 83 голи забили 48 різних гравців.
8 голів
- Рамон Діас

6 голів
- Дієго Марадона

5 голів
- Анджей Палаш

4 голи
- Хуліо Сезар Ромеро
- Ігор Пономарьов
- Рубен Пас

3 голи
- Габрієль Кальдерон

2 голи
| - Бранко Шегота - Роберто Кабаньяс - Кшиштоф Баран | - Олег Таран - Ернесто Варгас - Даніель Ревелес | - Харіс Смаїч - Неделько Милосавлевич |

1 гол
| - Дерраджі Бенджабалла - Хосін Яхі - Уго Алвес - Хуан Сімон - Освальдо Ескудеро - Лу Надь - Дьйордь Керепецкі - Йожеф Кардош - Шандор Шегешвар - Мідзунума Такасі - Лі Тхе Хо | - Армандо Ромеро - Енріке Ернандес Веласкес - Маріо Діас - Хуліо Ачукарро - Рамон Ісасі - Ян Янєц - Казімєж Буда - Кшиштоф Франковський - Жуан Грілу - Руй Феррейра - Олександр Заваров | - Анатолій Раденко - Михайло Олефіренко - Сергій Стукашов - Володимир Михалевський - Ярослав Думанський - Хоакін Пічардо - Луїс Мігель Гаїль - Мануель Суньїга - Даніель Мартінес - Ектор Моліна - Марко Млинарич |

## Підсумкова таблиця
| М                              | Збірна         | І | В | Н | П | ГЗ | ГП | РГ  | О  |
| ------------------------------ | -------------- | - | - | - | - | -- | -- | --- | -- |
| 1                              | Аргентина      | 6 | 6 | 0 | 0 | 20 | 2  | +18 | 12 |
| 2                              | СРСР           | 6 | 3 | 1 | 2 | 12 | 7  | +5  | 7  |
| 3                              | Уругвай        | 6 | 4 | 1 | 1 | 10 | 3  | +7  | 9  |
| 4                              | Польща         | 6 | 2 | 2 | 2 | 10 | 6  | +4  | 6  |
| Вибули в чвертьфіналі          |                |   |   |   |   |    |    |     |    |
| 5                              | Парагвай       | 4 | 2 | 1 | 1 | 8  | 3  | +5  | 5  |
| 6                              | Іспанія        | 4 | 2 | 1 | 1 | 3  | 2  | +1  | 5  |
| 7                              | Алжир          | 4 | 1 | 2 | 1 | 2  | 6  | –4  | 4  |
| 8                              | Португалія     | 4 | 1 | 1 | 2 | 2  | 4  | –2  | 3  |
| Вибули після групового турніру |                |   |   |   |   |    |    |     |    |
| 9                              | Південна Корея | 3 | 1 | 1 | 1 | 1  | 3  | –2  | 3  |
| 10                             | Югославія      | 3 | 1 | 0 | 2 | 5  | 3  | +2  | 2  |
| 11                             | Мексика        | 3 | 0 | 2 | 1 | 3  | 4  | –1  | 2  |
| 12                             | Японія         | 3 | 0 | 2 | 1 | 1  | 2  | –1  | 2  |
| 13                             | Канада         | 3 | 1 | 0 | 2 | 3  | 5  | –2  | 2  |
| 14                             | Угорщина       | 3 | 1 | 0 | 2 | 3  | 7  | –4  | 2  |
| 15                             | Гвінея         | 3 | 0 | 0 | 3 | 0  | 10 | –10 | 0  |
| 16                             | Індонезія      | 3 | 0 | 0 | 3 | 0  | 16 | –16 | 0  |